# Barry Hawkes
Barry Hawkes (Easington, 21 marzo 1938 – febbraio 2016) è stato un calciatore inglese, di ruolo attaccante.

## Biografia
Anche suo fratello Ken è stato a sua volta un calciatore professionista; i due in alcune stagioni hanno anche militato nei medesimi club.

## Carriera
Nel 1955 passa dal settore giovanile dei dilettanti dello Shotton Colliery al Luton Town, club di prima divisione; qui nei suoi primi 3 anni di permanenza non viene mai impiegato in partite di campionato, facendo il suo esordio nella stagione 1958-1959 in cui gioca 3 partite in First Division. Rimane in rosa anche per l'intera stagione 1959-1960, nella quale disputa ulteriori 5 partite nel campionato di prima divisione.
Nell'estate del 1960 passa al Darlington, club di Fourth Division, con cui nella stagione 1960-1961 realizza 3 reti in 13 presenze in campionato; trascorre in quarta divisione anche la stagione 1961-1962, nella quale gioca 9 partite senza mai segnare all'Hartlepool Utd. Nell'estate del 1962 passa ai semiprofessionisti del Bedford Town, club di Southern Football League in cui si era appena trasferito anche suo fratello Ken e con cui rimane per una stagione, in cui mette a segno 8 reti in 18 presenze in incontri ufficiali (di cui 7 reti in 14 presenze in campionato). L'anno seguente gioca nei semiprofessionisti del Chelmsford City, mentre in seguito gioca anche a livello dilettantistico (con St Neots Town ed Horden C.W.).